# 나우에너 플라츠역
나우에너 플라츠역(U-Bahnhof Nauener Platz)은 베를린 미테구 게준트브루넨과 베딩의 경계에 있는 U9의 역이다. 1976년 4월 30일에 개통했다.
섬식 승강장이 설치되어 있고, 가운데에 있는 계단은 대합실을 통해서 지상과 연결된다. 나우엔과 프랑스를 상징하는 빨간색, 파란색, 흰색을 주요 색상으로 사용했다. 역 건설 당시에는 부지가 프랑스 점령 지구에 속해 있었다. 벽은 흰색으로 마감되었고 광고판의 배경색은 빨간색, 역명판은 파란색이다. 천장은 흰색으로 칠해졌으며, 승강장 위로 파란색 금속 재질의 원형 조명 시설이 설치되어 있다. 중앙 기둥은 금속 패널로 마감되어 있다. 키오스크 등 역사 내 다른 시설에서 빨간색을 찾아볼 수 있다.
2018년 말 1960년대와 1970년대 서베를린에 건설된 도시 철도역 12곳의 일부로 베를린의 건축유산으로 지정되었다.
2020년 8월 31일에 엘리베이터가 운영을 시작했다. 설치 비용은 180만 유로이다. 같은 해 11월 25일에는 슐슈트라세(Schulstraße) 방면 추가 출입구가 설치되었다.

## 인접 철도역
베를린 버스 247, 327번과 환승할 수 있다.
| 베를린 지하철 9호선                       | 베를린 지하철 9호선 | 베를린 지하철 9호선    |
| ----------------------------------------- | ------------------- | ---------------------- |
| 레오폴트플라츠 라트하우스 슈테글리츠 방면 | U9                  | 오슬로어 슈트라세 방면 |